# Apía
Apía là một khu tự quản thuộc tỉnh Risaralda, Colombia. Thủ phủ của khu tự quản Apía đóng tại Apía. Khu tự quản Apía có diện tích 97 ki lô mét vuông. Đến thời điểm ngày 28 tháng 5 năm 2005, khu tự quản Apía có dân số #14481# người.